# Hipona
Hipona o Hippo Regius (griego: Hippon Basilikos), fue una antigua ciudad de Numidia a la orilla del río Ubus (griego: Ubos), en la actual Argelia. 
Fue una colonia de Tiro, residencia de los reyes de Numidia. Allí vivió Agustín de Hipona que murió en la ciudad el 28 de agosto del 430 durante el asedio de la ciudad por los vándalos.

## Historia

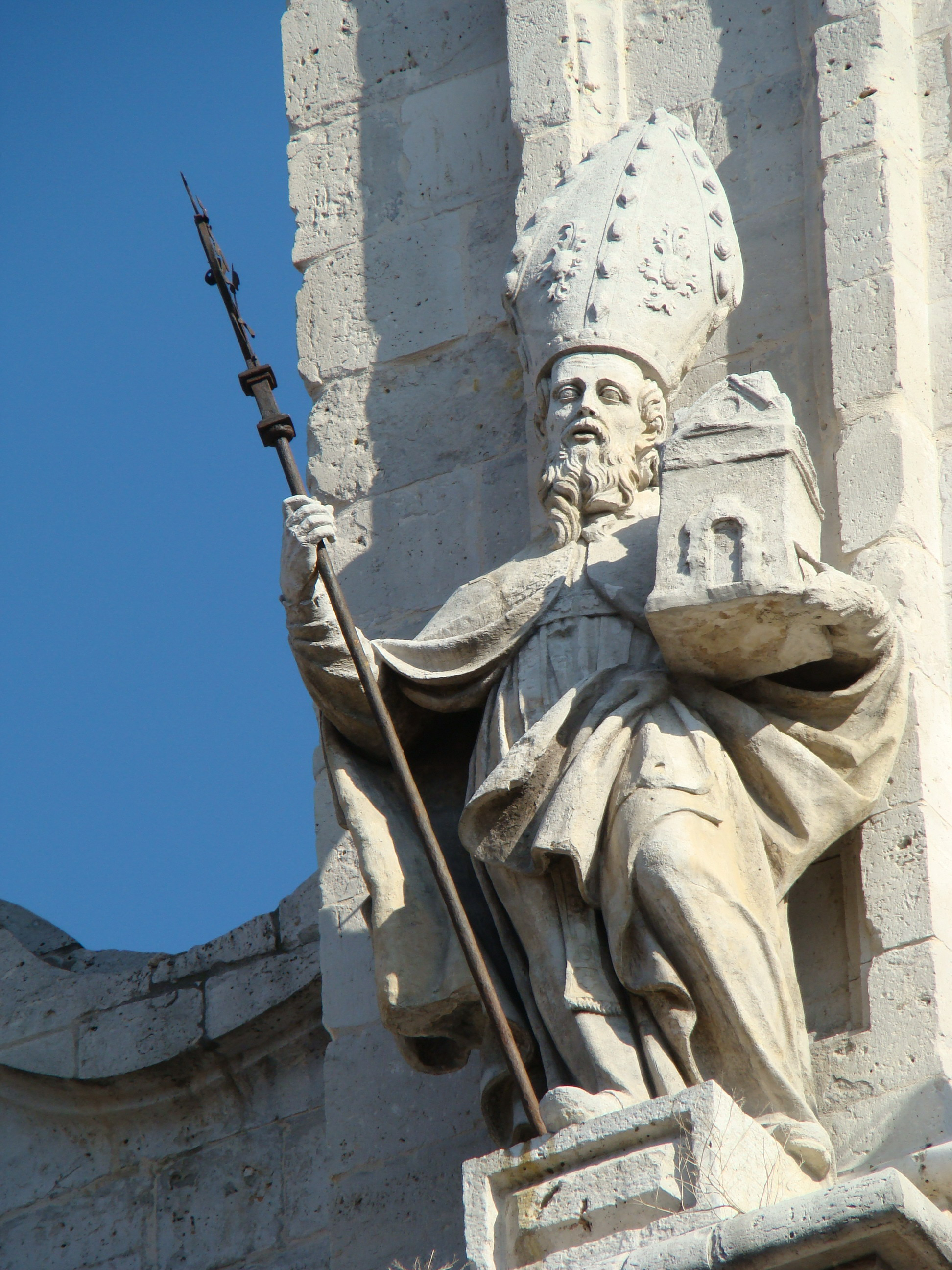
Hipona fue donde residió san Agustín

Se situaba en una bahía o golfo, del que traía su nombre de Hipponensis Sinus, hoy Annaba (Argelia), en un promontorio llamado Hippiprom. La ciudad tenía al sur Tipasa, a unos 70 km, y ambas ciudades emitieron moneda en común, con la cabeza de la divinidad fenicia Baal, y al dorso el cetro y una estrella, con la cabeza de Astarté, o con la cabeza de Melkart.
Los romanos la convirtieron en colonia. Fue una ciudad importante hasta que fue destruida por los vándalos en el año 430 d. C. Se conocen siete obispos de Hippo Regios, entre ellos Teógenes, Fidencio (ambos mártires), Leoncio, Valerio (que ordenó a san Agustín) y el mismo Agustín, en cuyo tiempo había al menos tres monasterios, además del monasterio del obispo. En la ciudad se celebraron tres concilios.[cita requerida]
Fue reconstruida por los árabes en el siglo VII. A unos 3 km se fundó Beleb al-Anab. Fue ocupada por Carlos I de España durante unos años en el siglo XVI, pero evacuada en 1541 y quedó bajo soberanía otomana. Los franceses la ocuparon el 1832 y lo denominaron Bône (Bona).